# ГЕС Trevallyn
ГЕС Trevallyn — гідроелектростанція у Австралії на півночі острова Тасманія. Знаходячись після ГЕС Поатіна, становить нижній ступінь дериваційного гідровузла Грейт-Лейк — South Esk, який використовує воду з кількох річок Центрального нагір'я Тасманії (останні мають устя як на північному, так і на південно-східному узбережжі острова).
Відпрацьований на верхньому ступені ресурс через струмки Palmers Rivulet та Brumbys Creek потрапляє до річки Macquarie, лівої притоки South Esk. Остання незадовго до свого устя в естуарії Тамар (сполучений з омиваючою північ Тасманії Бассовою протокою) проривається через ущелину Катаракт, під час чого описує вигнуту на південний схід дугу. Перед входом до ущелини річку перекрили бетонною гравітаційною греблею висотою 33 метри та довжиною 177 метрів, яка потребувала 61 тис. м3 матеріалу. Вона утворила водосховище з площею поверхні 1,48 км2 та об'ємом 12,3 млн м3, з якого дериваційний тунель довжиною 3,2 км веде на північний схід, до розташованого на лівобережжі Тамар машинного залу (відстань між яким та греблею по руслах South Esk і Тамар перевищує 9 км).
Машинний зал станції обладнали чотирма турбінами типу Френсіс — двома потужністю по 20,9 МВт та двома по 27 МВт. При напорі у 41 метр вони виробляють 0,5 млрд кВт-год електроенергії на рік.
Відпрацьована вода потрапляє до Тамар по відвідному каналу довжиною 0,4 км.
Видача продукції відбувається по ЛЕП, розрахованій на роботу під напругою 110 кВ.